# 王無邪

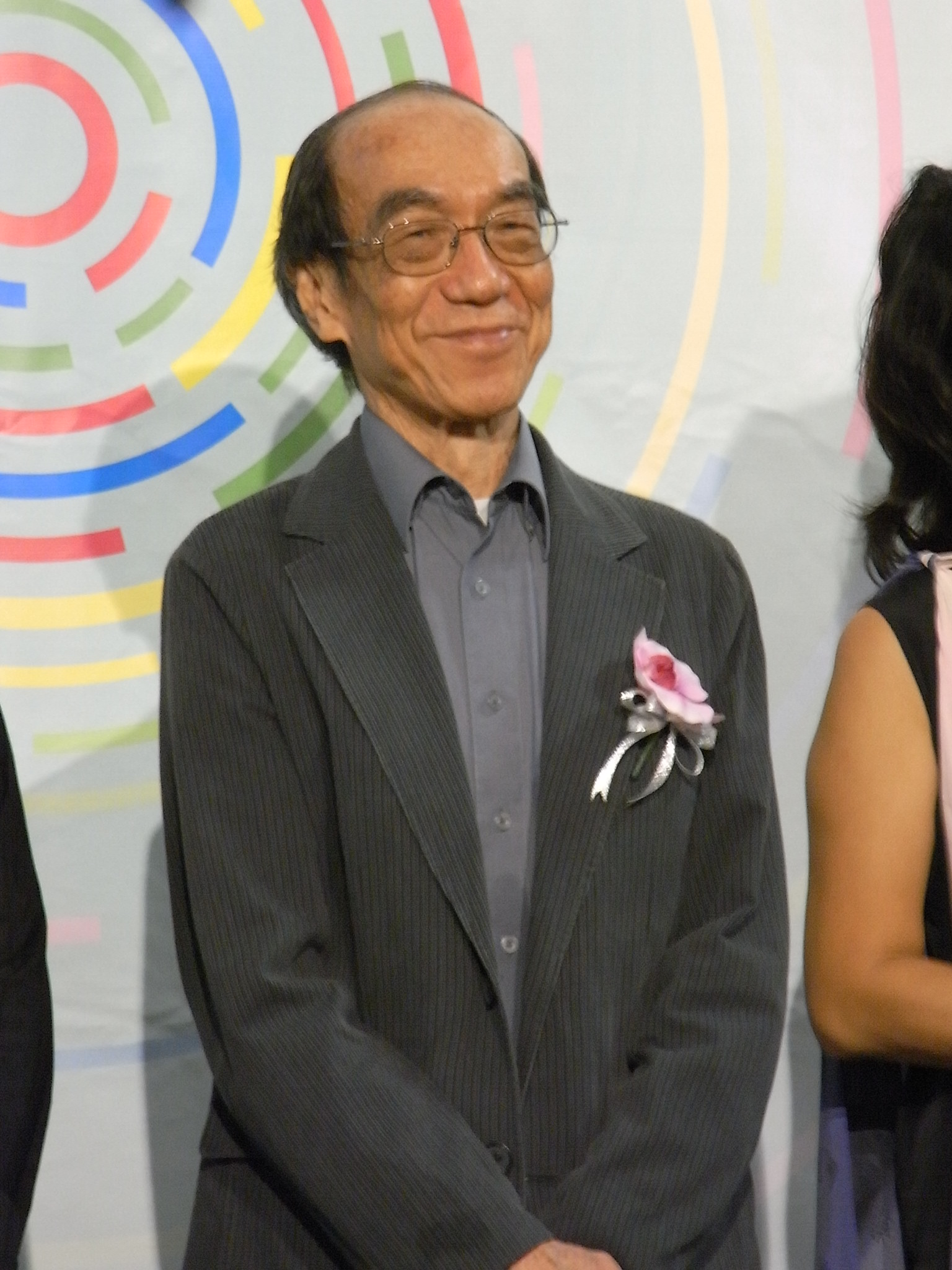
王無邪

王無邪，BBS（1936年—），原名王松基，生於廣東省東莞太平鎮，香港作家、畫家。
二戰之後來港定居。1958年參與創立現代文學美術協會。1960年主持第一屆香港國際繪畫沙龍，1961至65年赴美留學，攻讀藝術課程，返港後任職於香港中文大學、香港博物美術館、香港理工學院。後來移居美國，先住在新澤西州，又搬到紐約。1985年任教於美國哥倫布美術及設計學院，現為香港藝術館、一畫會、視覺藝術協會名譽顧問。王無邪在五十年代中期，從美術進入詩歌創作，是香港現代詩最早的倡導者之一，並曾被稱為香港詩壇「三劍客」的一位。他曾與葉維廉合辦《詩朵》，與崑南合編《新思潮》、《好望角》，但未曾把詩作結集。
2007年，為表彰王無邪致力促進和推動藝術發展，尤其在水墨畫和設計教育的發展方面，不遺餘力，貢獻良多，獲行政長官曾蔭權頒授銅紫荊星章(BBS)。
2017年獲香港藝術發展獎頒發終身成就獎。

## 外部連結
- Collection | Search | Interview: Wucius Wong | Asia Art Archive（页面存档备份，存于）（英文）（粵語）（中文）
- 王無邪. 2015/16  駐校藝術家計劃 (Wucius Wong, 2015/16 Artist-in-Residence Programme) （页面存档备份，存于） 香港理工大學包玉剛圖書館 （中文）（英文）